# Prix Protagonistas
Les Prix Protagonistes de l'année sont des prix décernés chaque année par les stations de radio espagnoles Onda Rambla (es) et Punto Radio (es) (jusqu'en 2003 par Onda Cero) aux professionnels les plus remarquables dans différentes disciplines. 